# Fissidens lindbergii
Fissidens lindbergii är en bladmossart som beskrevs av Mitten 1869. Fissidens lindbergii ingår i släktet fickmossor, och familjen Fissidentaceae. Inga underarter finns listade i Catalogue of Life.